# Annemarie Henselmans
Annemarie Henselmans (Helmond, 21 mei 1956) is een Nederlands cabaretière en actrice.
Henselmans deed mee aan een televisie-talentenjacht en won na de finale in november 1980 de publieksprijs. In 1981 won ze de Eerste Prijs. Een jaar later, in 1982, maakte Henselmans haar debuut in het theater met het programma Verwende Krengen, dat geschreven werd door Guus Vleugel. Ze maakte ook deel uit van de Cabaretgroep Boemerang. Zij vormt sinds 2003 samen met Hanny Kroeze de muzikale cabaretgroep Middelbare Meiden.